# مسجد غازي علي بك
مسجد غازي علي بك، هو مسجد تاريخي يقع في قلب مدينة فوشتري القديم، على بعد 100 متر من الحمام القديم، وجزء من مجمع غازي علي بك. 

## التاريخ
تم بناء المسجد في القرن الخامس عشر، وهو أحد أقدم المعالم التراثية الثقافية الإسلامية في كوسوفو.
حافظ المسجد على بعض السمات المعمارية الأصلية والطابع الإسلامي التاريخي لغاية اليوم.